# Teresa Patrício Gouveia
Maria Teresa Pinto Basto Gouveia, conhecida como Teresa Patrício de Gouveia, GCC • GOIH • GCIH (Lisboa, 18 de Julho de 1946) é uma gestora cultural e política portuguesa.

## Família
Filha do Dr. Afonso Patrício de Gouveia (Guarda, Sé, 18 de Julho de 1915), Comendador da Ordem do Infante D. Henrique a 31 de Maio de 1973, e de sua mulher Maria Madalena d'Orey Ferreira Pinto Basto (Lisboa, 19 de Agosto de 1925), bisneta dum Alemão e descendente de Ingleses, trineta do 1.º Visconde de Atouguia e sobrinha-bisneta do 1.º Visconde de São Torquato, é irmã mais velha de António Patrício Gouveia e Alexandre Patrício Gouveia, prima em segundo grau de Francisco Pinto Balsemão e prima em terceiro grau de António Capucho.

## Biografia
Licenciada em História, pela Faculdade de Letras da Universidade de Lisboa, foi bibliotecária do Instituto Italiano de Cultura, até ingressar como técnica superior da Secretaria de Estado da Cultura. Aqui exerceu funções directivas no Gabinete Coordenador das Actividades Culturais Externas, entre 1977 e 1980, e chefiou o Gabinete das Relações Culturais e Internacionais do Ministério da Cultura, até 1982. Entre 1982 e 1985 foi directora-geral do Ministério da Cultura. No último desses anos foi chamada para o primeiro governo de Aníbal Cavaco Silva, exercendo o cargo de Secretária de Estado da Cultura. Em 1987 é eleita deputada à Assembleia da República, pelo Partido Social-Democrata e exerce o cargo de Secretária de Estado da Cultura até 1990. A 10 de Junho de 1990 é feita Grande-Oficial da Ordem do Infante D. Henrique.. Regressando ao governo em 1991, desta vez como Secretária de Estado do Ambiente. A nomeação fê-la abandonar a função de administradora da Bertrand Livreiros, para a qual fora nomeada em 1990. Entre 1993 e 1995 assumiu o cargo de Ministra do Ambiente e dos Recursos Naturais no XI Governo Constitucional, sucedendo a Carlos Borrego. Posteriormente regressou à Assembleia da República, sendo reeleita deputada em 1995, 1999 e 2002, ao mesmo tempo que exerceu funções na Fundação Serralves (que ajudou a fundar enquanto Secretária de Estado da Cultura), como administradora, de 1997 a 2000, e presidente, de 2001 a 2003. A 6 de Março de 1998 foi elevada a Grã-Cruz da Ordem do Infante D. Henrique. Em 2003, após a demissão de António Martins da Cruz, ingressa no governo de Durão Barroso e Paulo Portas, como Ministra dos Negócios Estrangeiros e das Comunidades Portuguesas, cargo que exerceu até à indigitação de Santana Lopes como Primeiro-Ministro, em 2004. De 2004 a 2012 foi administradora da Fundação Calouste Gulbenkian A 4 de Outubro de 2004 foi agraciada com a Grã-Cruz da Ordem Militar de Nosso Senhor Jesus Cristo.

## Casamento e descendência
Teresa Gouveia casou a 4 de Agosto de 1971 com o poeta Alexandre O'Neill, do qual tem um filho, Afonso [de] Gouveia O'Neill, nascido a 28 de Maio de 1976, casado com Eva Gordon Maple Lafite, nascida a 20 de Fevereiro de 1981, casados, com dois filhos.

## Condecorações e Reconhecimentos
Foi agraciada com as seguintes condecorações: 
- Grande-Oficial da Ordem do Infante D. Henrique de Portugal (10 de Junho de 1990)[5]
- Grã-Cruz da Ordem de Honra da Grécia (15 de Novembro de 1990)[7]
- Grã-Cruz da Ordem Nacional do Cruzeiro do Sul do Brasil (Maio de 1992)[7]
- Grã-Cruz Ordem do Infante D. Henrique de Portugal (6 de Março de 1998)[5]
- Grã-Cruz da Ordem do Mérito Real da Noruega (22 de Junho de 2004)[7]
- Grã-Cruz da Ordem Militar de Nosso Senhor Jesus Cristo de Portugal (4 de Outubro de 2004)[5]
- Grande-Oficial da Ordem Nacional da Legião de Honra de França (Fevereiro de 2016)[7]

Obteve os seguintes prémios:
- 2023 - Prémio Consagração de Carreira Dona Antónia Adelaide Ferreira[8]

## Funções governamentais exercidas
- XII Governo Constitucional
  - Ministra do Ambiente e Recursos Naturais
- XV Governo Constitucional
  - Ministra dos Negócios Estrangeiros e das Comunidades Portuguesas [9]